# Budzistowo (grodzisko)
Budzistowo – grodzisko wyżynne, dwuczłonowe. Położone na wyniesieniu od zachodu przylegające do prawego brzegu rzeki Parsęty, od wschodu jest otoczone podmokłymi łąkami. Grodzisko jest położone w Budzistowie na przedpolu Kołobrzegu – od południa miasta. 

## Historia grodu
Historia grodziska sięga IX wieku, gdy to w tym miejscu zlokalizowano przedlokacyjny słowiański Kołobrzeg, na co wskazuje stara niemiecka nazwa miejscowości – Altstadt (dosł. "Stare Miasto"). W połowie IX wieku na terenie obecnej wsi powstał ufortyfikowany gród, który z czasem stał się centrum polityczno-gospodarczym regionu. Gród posiadał wysoki wał drewniano-ziemny, widoczny częściowo do dzisiaj. Z upływem lat gród przeradzał się w niewielki ośrodek o charakterze miejskim. Od południa i północy powstawały podgrodzia, oraz mały port nad rzeką.
W połowie X wieku gród wraz z całym Pomorzem znalazł się w granicach państwa polskiego. Pierwszy raz wzmiankowany jest w roku 1000 w kronikach Thietmara jako Kołobrzeg. Przypuszczalnie to właśnie na terenie podgrodzia stała pierwsza katedra kołobrzeska. Ówczesny Kołobrzeg na miejscu dzisiejszego Budzistowa mógł liczyć od dwóch do czterech tysięcy mieszkańców.

## Opis grodziska
Człon I (gród właściwy) kształtu owalnego, zajmuje północną część wyniosłości. Wnętrze łagodnie wypukłe, od południa ograniczone stożkowatym wzniesieniem, przylegającym bezpośrednio do krawędzi wyniesienia stromo opadającego w kierunku brzegu rzeki. Ślady wału widoczne są jedynie w północnej części obiektu. W tym rejonie, u podnóża wyniesienia, dostrzegalne są również pozostałości fosy, przerwanej przez drogę prowadzącą na grodzisko od strony północnej.
Człon II (podgrodzie południowe) zajmuje południową, przewężoną część wyniosłości, ograniczoną od południa wałem poprzecznym w postaci szerokiej fałdy terenowej biegnącej na osi wschód – zachód. Od strony zachodniej wał dochodzi do krawędzi wyniesienia, od strony wschodniej — do pasma podmokłych łąk.
Wymiary: Powierzchnia grodziska — około 4 ha. Człon I: wymiary — 150 × 250 m, powierzchnia — 2,6 ha. Człon II: wymiary — 110 × 30 m, powierzchnia — około 1,3 ha.

## Znaleziska
Znaleziono bardzo wiele przedmiotów różnego użytkowania, drewniane elementy będące usztywnieniem wału, znaleziono także monety pomagające określić wiek znalezisk.
Jest to okres słowiański, VIII/IX-XIII wiek- pochodzenie osady otwartej poprzedzającej wzniesienie grodu: VIII/IX w. i 1 połowa IX wieku, a sam gród: druga połowa IX – XIII wiek.

## Domniemana świątynia
Lech Leciejewicz postawił hipotezę o rozpoczęciu po 1000 roku budowy przez biskupa Reinberna kamiennej katedry w Kołobrzegu na terenie dzisiejszego grodziska w Budzistowie. Wnioski swoje oparł na dwóch zabytkach wielkości paru centymetrów znalezionych w kołobrzeskim grodzie – fragmencie ceramicznej płytki z reliefem typu „wole oko” oraz kamiennej płytce pokrytej mazią grafitową. Pierwszy zabytek mógł być elementem ozdobnym ołtarza. Drugi interpretuje jako fragment posadzki domniemanego obiektu sakralnego. Oba zabytki zostały znalezione w warstwach datowanych na podstawie ceramiki na koniec 2 poł. X i 1 poł. XI wieku, czyli na okres, w którym Reinbern działał w Kołobrzegu. Koncepcja ta jednak jest jednak przedmiotem dyskusji w literaturze naukowej i należy ją jednak uznać za niepotwierdzoną hipotezę.